# Kannenbruch

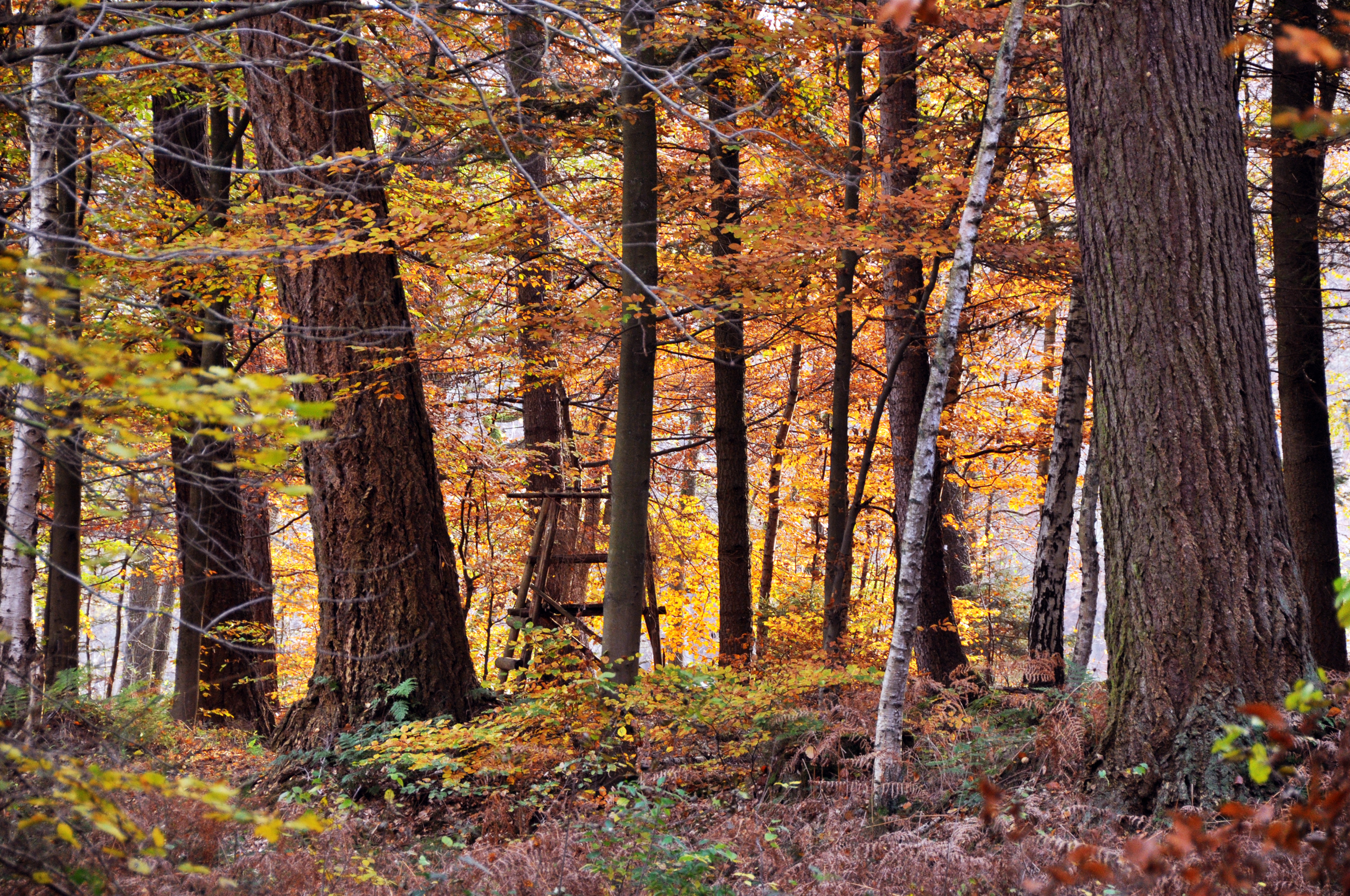
Kannenbruch

Der Kannenbruch ist ein 25 Hektar großes Naturwaldreservat im Südwesten der Hansestadt Lübeck in Schleswig-Holstein.

## Geschichte

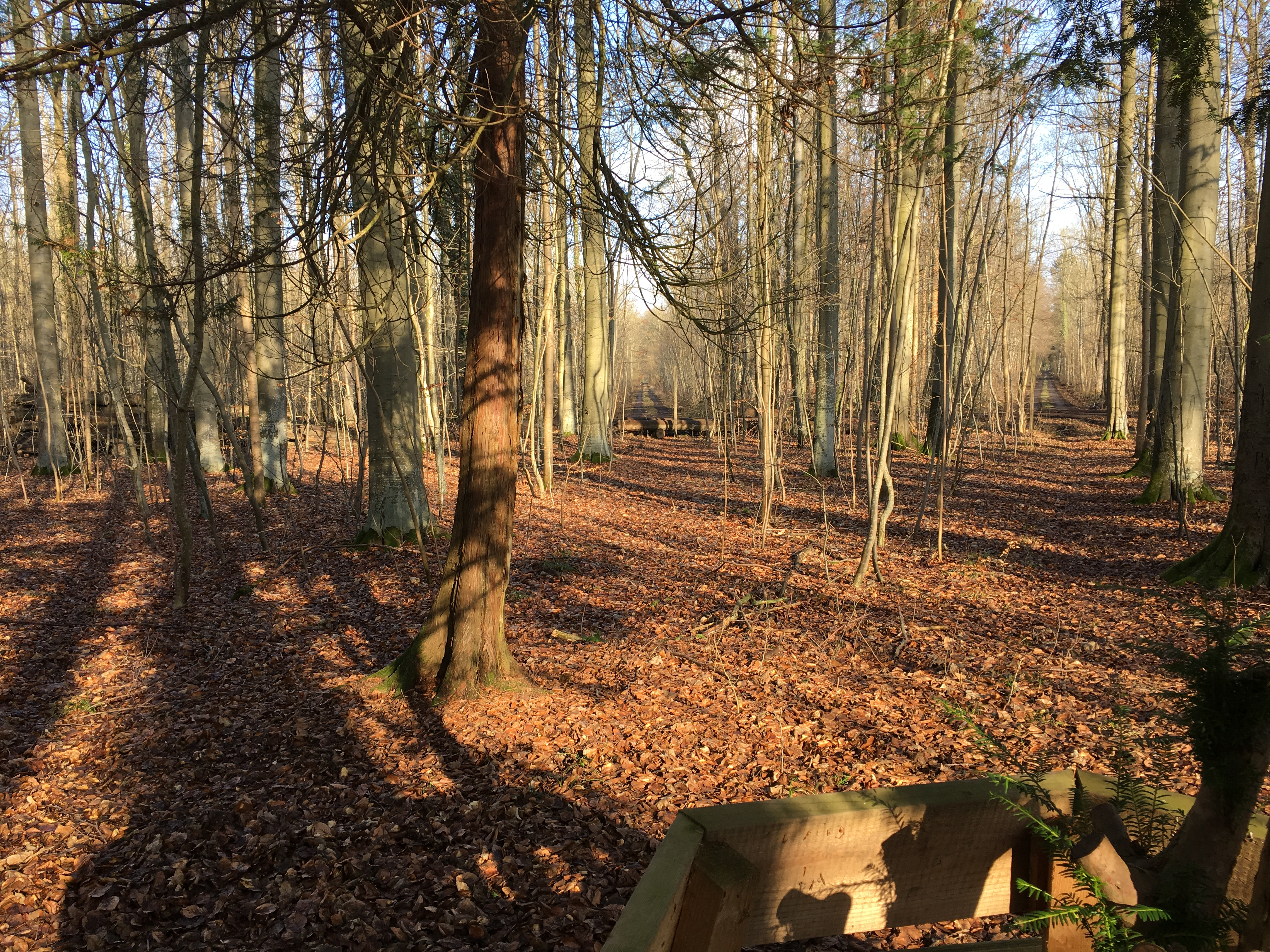
Blick in zwei (von elf) Schneisen von der Mitte des Rondells

Der Kannenbruch liegt südlich von Kronsforde und westlich von Krummesse im äußersten Südwesten des Lübecker Stadtgebiets. Der stadteigene Körperschaftswald ist in seiner heutigen Gestalt ein Produkt von Landschafts- und Verkehrsplanung der ersten Hälfte des 19. Jahrhunderts. Seine Ursprungszelle bildet das südliche Drittel der heutigen Fläche, reichte aber viel weiter östlich bis an den Hof Krummesse. Ab 1828 wurde das Gebiet von der neu erbauten Makadam-Chaussee durchschnitten. Dieses Teilstück der Lübeck-Hamburger Landstraße (heute Landesstraße 92, Kronsforder Hauptstraße) erhielt eine neue schnurgerade Streckenführung, um den steilen Abstieg in Krummesse an der Stecknitz zu umgehen. Da der Bau eine neue Verkoppelung notwendig machte, schlug der Lübecker Forstinspektor Johann Georg Witthauer (1799–1876) vor, den Wald auf der Westseite der Chaussee und die Felder auf deren Ostseite zu konzentrieren. Dafür wurden eine Reihe von Flurstücken (Haukoppel, Dullrade, Spitzerienkoppel und Nieland) neu aufgeforstet. An die frühere Nutzung erinnern die Reste von Knickwällen mitten im Wald. Charakteristisch für die Planung im Biedermeier war die Anlage eines Schneisensystems in Form eines elfstrahligen Sterns rund um ein zentrales Rondell. Es findet sich in ähnlicher Form im Flurstück Lustholz, dem ersten Erholungswald Lübecks, in Israelsdorf und erinnert an barocke Jagdsterne.
Im Kannenbruch wurde die Anlage des Schneisensystems allerdings, anders als in Israelsdorf, nicht zu Erholungszwecken angelegt. Witthauer sah den Kannenbruch als zu nass und zu "kaltgründig" für einen Hochwald an. Er strebte dort einen Mittelwald mit einem 25-jährigen Bewirtschaftungszyklus an. Dazu ließ er, vermutlich in den 1840er Jahren, 11 Schneisen anlegen. Durch entsprechende Unterteilungen wurden insgesamt 21 Untergliederungseinheiten geschaffen, die jeweils 3.000 Quadratruten = 6,3516 ha groß waren. Südlich der Großen Allee waren vier weitere abgetrennte Teilstücke. Diese wichen ein wenig von dieser Größe ab, da die Flächen durch die schon bestehende Große Allee vorgegeben waren. Die feuchteren Flächen wurden mit Weichhölzern, die trockeneren mit Eichen aufgeforstet. Der Innenraum des Rondells wurde zur Pflanzenzucht eingerichtet.
Auch der breite Heidestreifen im Westen, ein Ausläufer der Bliestorfer Moorheide, und eine moorige Partie an der damaligen Landesgrenze zum Herzogtum Lauenburg am heutigen Rabattenweg wurden aufgeforstet.
1995 stellte der Stadtwald Lübeck auf Naturnahe Waldnutzung um. Im Kannenbruch wurde die forstliche Nutzung eingestellt und der Kannenbruch als Naturwaldreservat (Kennung 01-088) ausgewiesen.

## Flora

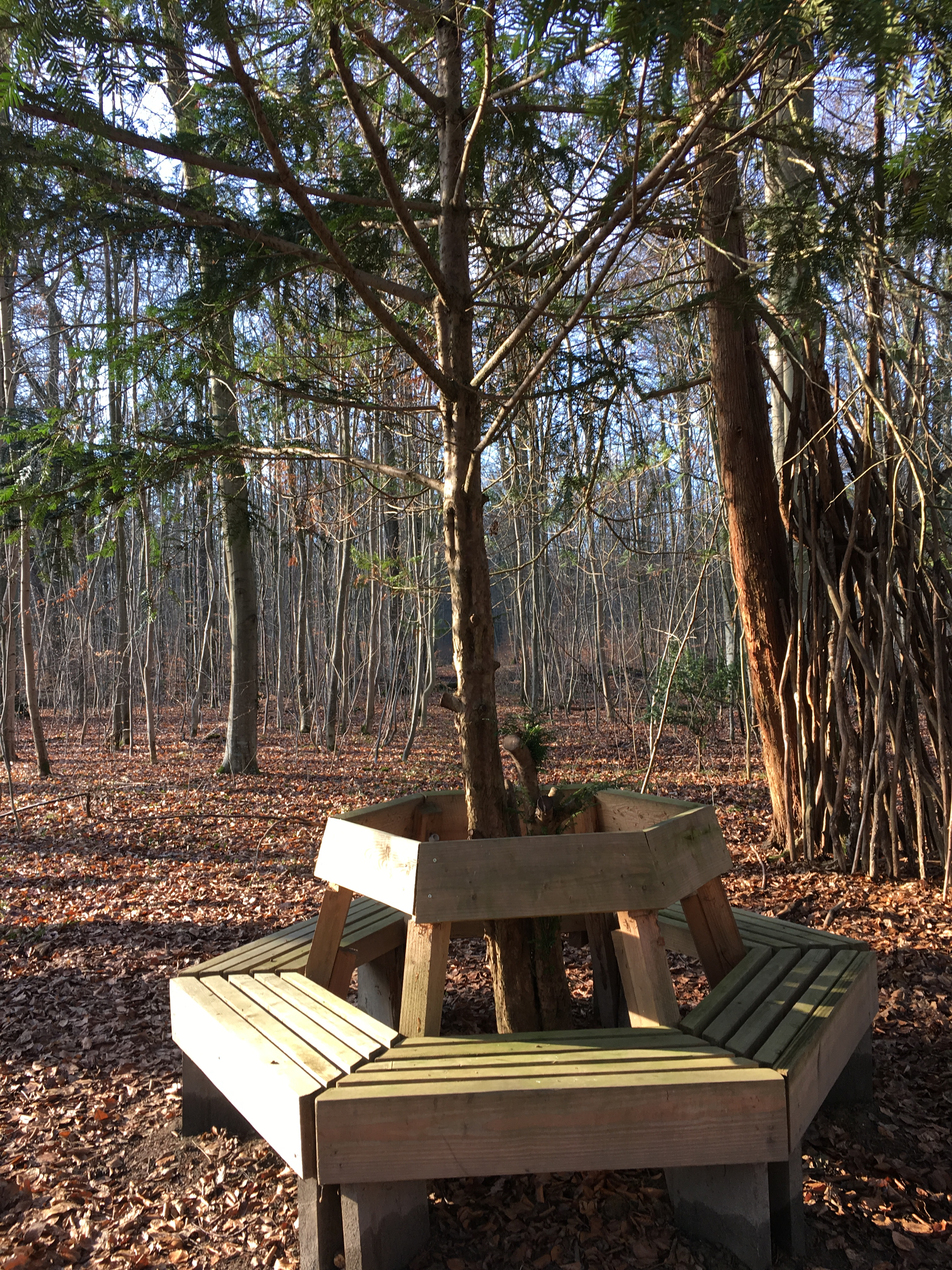
Eibe in der Mitte des Rondells

Der Baumbestand ist geprägt durch die Aufforstung des 19. Jahrhunderts und umfasst vor allem Buche, Kiefern und Fichten sowie ursprünglich eine Linde im Zentrum des Rondells. 1927 listete Johannes Klöcking noch einige Bäume auf, die aus der Zeit vor der Aufforstung stammten und unter Naturschutz standen, so eine Eiche im Forstort Haukoppel, vermutlich ein alter Knickbaum, eine Birke mit spiralig gewundenem Stamm (Kamelbirke genannt) sowie zwei in 2,5 m Höhe durch einen Querast verbundene Eichen, sogenannte Reckeichen. Keiner dieser Bäume ist in der heutigen Liste der Naturdenkmale in der Stadt Lübeck enthalten; es ist davon auszugehen, dass sie nicht mehr existieren.
Neben den einheimischen Baumarten pflanzte man im 19. Jahrhundert eine Reihe amerikanischer Eichen rund um das Rondell, eine Platane und eine Akazie sowie Douglasfichten. 
Der Kannenbruch hat, bedingt durch mangelndes Gefälle und seine Bodenbeschaffenheit, hohe Grund- bzw. Stauwasserstände und einen sumpfigen Bruchwald-Charakter. Dies führt zu einer ausgesprochen artenreichen Frühlingsvegetation. Zu den Frühlingsgeophyten, die blühen, bevor die Bäume ihr Blätterdach schließen, gehören hier Primeln, Buschwindröschen, Lerchensporn und Goldstern. Im Juni blüht hier das sonst in Lübeck seltene Waldschaumkraut. Auch findet sich hier das Gefleckte Knabenkraut.

## Ehemaliges Forsthaus

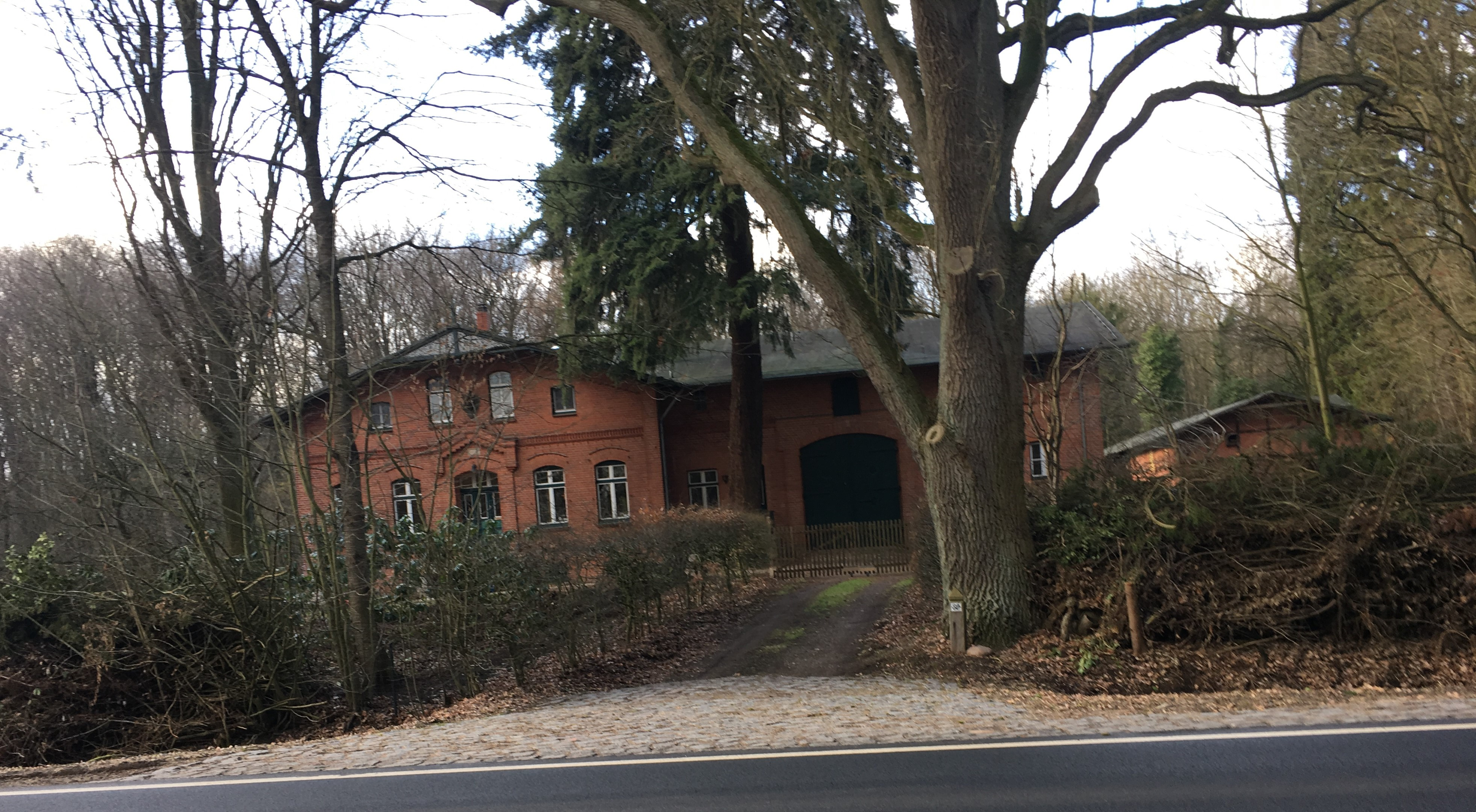
Ehem. Forsthaus Kannenbruch

In der Nordostecke des Kannenbruchs entstand 1878 an der Chaussee (Kronsforder Hauptstraße 80) ein Forsthaus mit Nebengebäuden in Backsteinbauweise. Das heute unter Denkmalschutz stehende Gebäude wurde 2017 von der Stadt Lübeck zum Verkauf angeboten.